# Breznița-Ocol
Breznița-Ocol è un comune della Romania di 4013 abitanti, ubicato nel distretto di Mehedinți, nella regione storica dell'Oltenia. 
Il comune è formato dall'unione di 4 villaggi: Breznița-Ocol, Jidoștița, Magheru, Șușița.